# Випадок (хиба)
Випадок — логічна хиба, що полягає у застосуванні загального правила до конкретного випадку, «випадкові» обставини якого роблять його винятком із цього правила. Часами загальне правило формулюється без вказання умов його застосування, або тому що точні умови, що обмежують його застосовуваність, невідомі, або тому що винятки з правила є достатньо рідкісними. Якщо таке загальне правило застосовується до випадку, що його обставини перетворюють на виняток із цього правила, то кажуть, що аргумент є хибою випадку.
Часто хибу випадку роблять моралісти, що намагаються механічно застосувати загальні правила у специфічних та складних випадках.